# フェルマーの最終定理

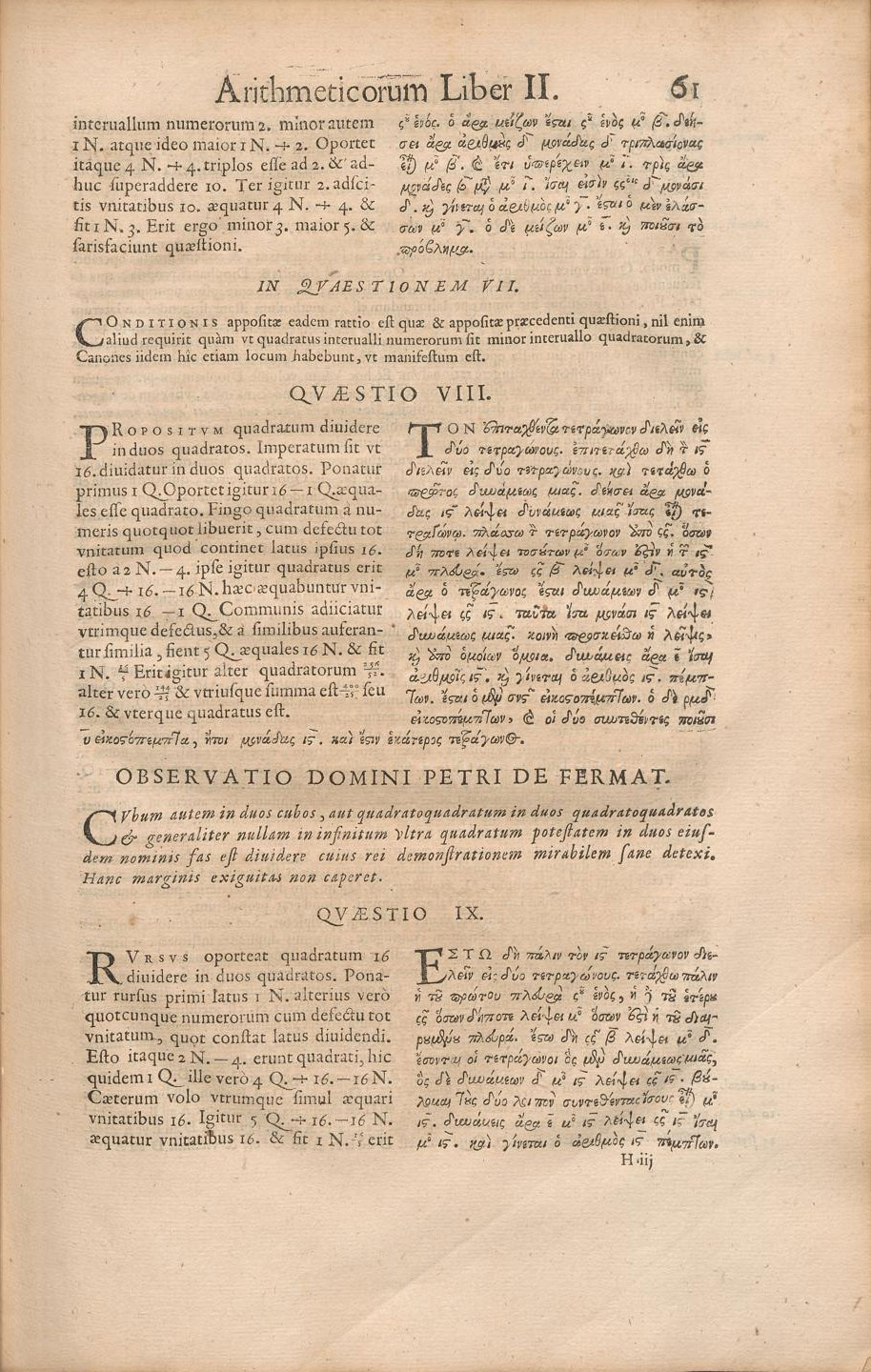
フェルマーの解説、特に「フェルマーの最後の定理」(Observatio Domini Petri de Fermat) を含む1670年版ディオファントスの『算術』。

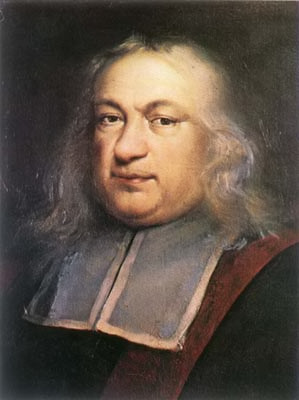
ピエール・ド・フェルマー

フェルマーの最終定理（フェルマーのさいしゅうていり、英: Fermat's Last Theorem）とは、3 以上の自然数 n について、xn + yn = zn となる自然数の組 (x, y, z) は存在しない、という定理である。
フェルマーの大定理（フェルマーのだいていり）とも呼ばれる。ピエール・ド・フェルマーが「真に驚くべき証明を見つけた」と書き残したと伝えられ、長らく証明も反証もなされなかったことからフェルマー予想とも称されたが、フェルマーの死後330年経った1995年にアンドリュー・ワイルズによって完全に証明され、ワイルズの定理またはフェルマー・ワイルズの定理とも呼ばれるようになった。

## 概要
17世紀、フランスの裁判官ピエール・ド・フェルマー（1607年 - 1665年）は、古代ギリシアの数学者ディオファントスの著作『算術』を読み、本文中の記述に関連した着想を得ると、それを余白に書き残しておくという習慣を持っていた。それらは数学的な定理あるいは予想であったが、限られた余白への書き込みであるため、また充分な余白がある場合にも、フェルマーはその証明をしばしば省略した（たとえば、フェルマーの小定理として知られる書き込みを実際に証明したのは、ゴットフリート・ライプニッツである）。
48か所に及ぶこれらの書き込みが知られるようになったのは、フェルマーの没後の1670年に彼の息子サミュエルによってフェルマーの書き込み入りの『算術』が刊行されてからである。
第2巻第8問「平方数を2つの平方数の和に表せ」の欄外余白に、フェルマーは
| Cubum autem in duos cubos, aut quadratoquadratum in duos quadratoquadratos, et generaliter nullam in infinitum ultra quadratum potestatem in duos eiusdem nominis fas est dividere cuius rei demonstrationem mirabilem sane detexi. Hanc marginis exiguitas non caperet. | 立方数を2つの立方数の和に分けることはできない。4乗数を2つの4乗数の和に分けることはできない。一般に、冪が2より大きいとき、その冪乗数を2つの冪乗数の和に分けることはできない。この定理に関して、私は真に驚くべき証明を見つけたが、この余白はそれを書くには狭すぎる。 |

とラテン語で書き残した。彼の残した他の書き込みは、全て真か偽かの決着がつけられた（証明された・反例が挙げられた）が、最後まで残ったこの予想だけは誰も証明することも反例を挙げることもできなかった。そのため「フェルマーの最終定理」と呼ばれるようになった。内容自体は三平方の定理程度の知識があれば理解できるものであったため、プロ、アマチュアを問わず多くの者がその証明に挑んだ。見事に証明した者には賞金を与えるという話も出てきて、フェルマーの最終定理の存在が一般にも徐々に知られるようになっていった。

## 個別研究の時代
n が具体的な値を取るいくつかの場合についてはさまざまな証明が与えられた。

### n= 4：フェルマー

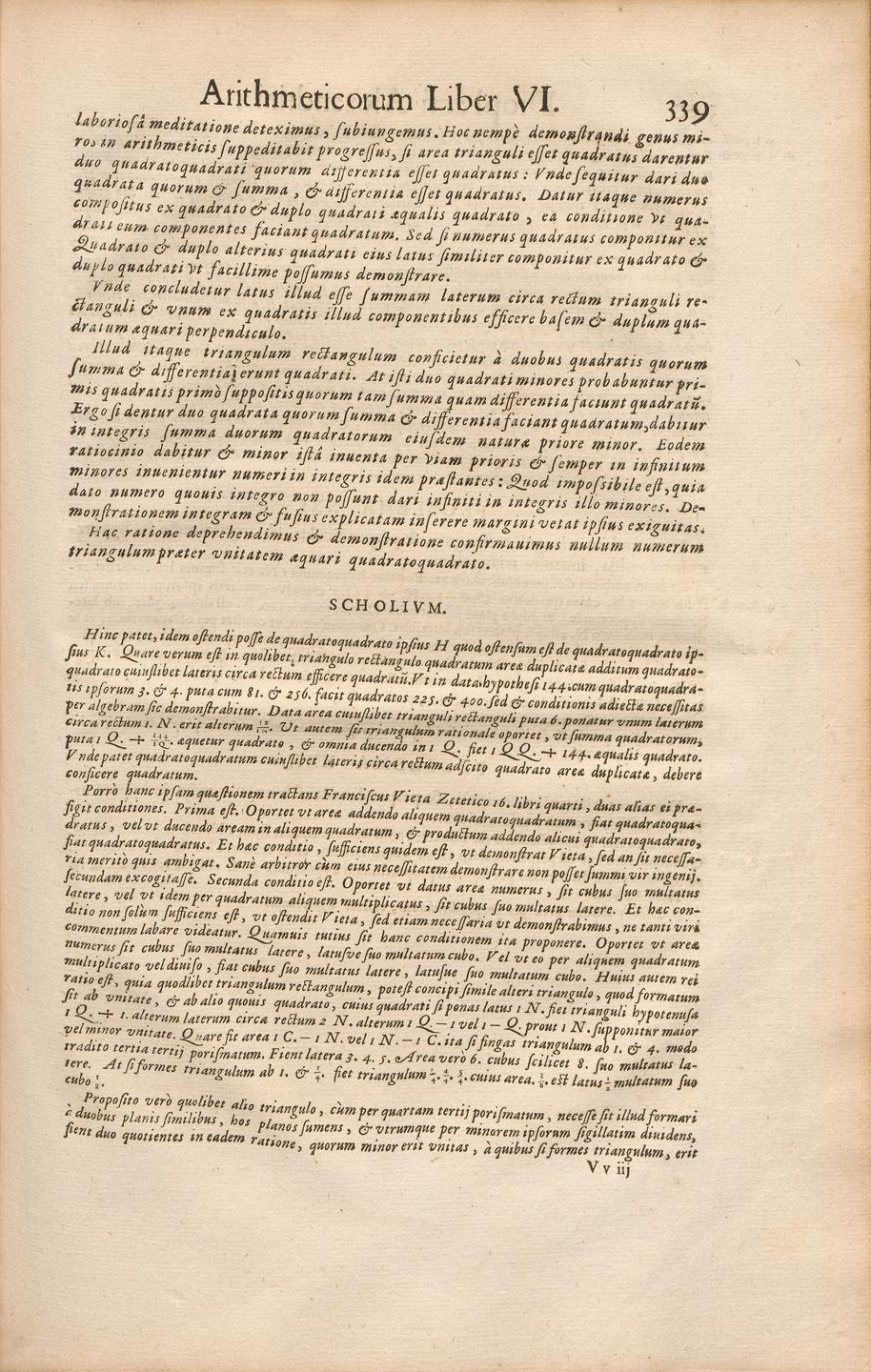
1670年に発行されたディオファントスの『算術』(338–339頁)には、フェルマー自身が記した n=4 の場合の無限降下法を用いた最終定理の証明が収録されている。

フェルマー自身の証明は、ディオファントスの『算術』に記された45番目の書き込みに含まれている。フェルマーは以下の手法、法則、定理を使い証明した。
- 指数法則に従って x4 + y4 = z4 を (x2)2 + (y2)2 = (z2)2 に変換し、ピタゴラス数の性質を利用する。
- x, y, z は互いに素であるとする。
- 定理「互いに素である2つの数の積が平方数であるならば、2つの数もそれぞれ平方数である。」
- x を偶数、z, y を奇数とする。
- 偶数と奇数の性質
- 無限降下法

フェルマーによる証明は後にレオンハルト・オイラーによって簡潔な形で直される。
n = 4 の場合がフェルマーによって証明された後は、残りの証明は n が奇素数の場合のみを考えればよいことになる。なぜなら、n が奇数の場合は、n = pq…r のように奇素数の積で表すことができて、奇素数 p のときに成り立てば、(xq…r)p + (yq…r)p = (zq…r)p より n = pq…r のときも成り立つことが示される。さらに、n が偶数の場合は、4で割った余りが0または2となるので、余りが0すなわち n = 4m の場合は (xm)4 + (ym)4 = (zm)4 より成り立ち、余りが2すなわち n = 4m+2 の場合は n = 2(2m+1) より n が奇数の因数 2m+1 を持つことになり 2m+1 を素因数分解したときの奇素数について成り立つからである。

### n= 3：オイラー
レオンハルト・オイラーは1753年にクリスティアン・ゴールドバッハへ宛てた書簡の中で n = 3 の場合の証明法について言及し、1760年に純初等的で完全な証明を得た。さらに、1770年に刊行した著書『代数学』（Vollständige Anleitung zur Algebra）ではその証明とは異なり（複素数を用いる）エレガントながら不完全な証明を公開した。ただし、この2番目の証明は虚数のレベル、具体的には a+b√−3 の形の数まで因数分解を行ったもので、現代の言葉で言えば、整数環 {\displaystyle \mathbb {Z} [{\sqrt {-3}}]} で因数分解を行うものであったが、この整数環では素因数分解の一意性が成立しない（一意分解環ではない）という不備があったので、のちに  √−3 の代わりに 1の原始3乗根 {\displaystyle \zeta _{3}=(-1\pm {\sqrt {-3}})/2} を付加した整数環 {\displaystyle \mathbb {Z} [\zeta _{3}]} （これは円分体 {\displaystyle \mathbb {Q} [\zeta _{3}]} の整数環でもあり、素因数分解の一意性が成り立つ）を使うことで修正された。

### n= 5：ジェルマン、ディリクレ、ルジャンドル
1823年に当時ほとんどいなかった女性数学者であったソフィ・ジェルマンは、フェルマー予想を奇素数 p に対して、 xp + yp = zp において、
ケース1x, y, z のいずれも p で割り切れない
ケース2x, y, z のいずれかが p で割り切れる
という2つのケースに分類し、p と 2p+1 が共に素数の場合について、フェルマー予想のケース1が正しいことを証明した：
ソフィ・ジェルマンの定理 ― p を 2p+1 も素数であるような奇素数とする．このときn = pの場合のフェルマー予想のケース1は正しい．
例えば、p = 5 のとき、2p+1 = 11 は素数なので、ソフィ・ジェルマンの定理よりフェルマー予想のケース1は指数 n = 5 に対して正しい。
1825年に n = 5 のケース2を完全に証明したのはペーター・グスタフ・ディリクレとアドリアン＝マリ・ルジャンドルである。
ケース2は更に、ディリクレによって1825年に2つのケース（ケースII(i)とII(ii)）に分けられた。ケースII(i)はx, y, zの1つが5または2で割られる場合である。ケースII(ii)はx, y, zの1つが5で割られ、もう1つが2で割られる場合である。1825年7月、ディリクレはn = 5の場合のケースII(i)を証明した。1825年9月、ルジャンドルはn = 5の場合のケースII(ii)を証明した。ルジャンドルの証明の後、ディリクレはケースII(i)の拡張された議論を用いてn = 5の場合のケースII(ii)の証明を完成させた。
| 日付          | ケースI/II | ケースII(i/ii) | 名前                           |
| ------------- | ---------- | -------------- | ------------------------------ |
| 1823          | ケースI    | ケースI        | ソフィ・ジェルマン             |
| 1825年7月     | ケースII   | ケースII(i)    | ペーター・グスタフ・ディリクレ |
| 1825年9月     | ケースII   | ケースII(ii)   | アドリアン＝マリ・ルジャンドル |
| 1825年9月以降 | ケースII   | ケースII(ii)   | ディリクレ                     |

ジェルマンまでは（そしてジェルマン以降も当面は）「n = 3 のとき」あるいは「n = 4 のとき」といった個別研究の域を出なかったこの問題に対し、解の条件がケース1に限られているとはいえ包括的な証明を与えようとした点において、ジェルマンの研究成果の意義はきわめて大きい。

### n= 14：ディリクレおよびn= 7：ラメ、ルベーグ
1832年にディリクレは n = 14 の場合を証明したが、上述の通り n が素数である場合の方が肝要なので、これは n = 7 の場合を証明するための途中経過であった。しかし実際に n = 7 の場合を証明したのはガブリエル・ラメ（1839年）と、ラメの証明に含まれていた誤りを訂正したヴィクトル＝アメデ・ルベーグ（1840年）であった。
1847年、ラメは「フェルマー予想の一般的解法を発見した」と発表し、同じ解法を自分の方が先に発見していたと主張するオーギュスタン＝ルイ・コーシーとの間で論争にまでなった。しかしこの解法とは xn + yn = zn の左辺を複素数で素因子分解するというものであり、この分解は一意的なものでないためこの問題に関する解法たりえていないことが指摘される。
また、n = 7 の場合についてのラメの証明があまりにも複雑なものだったため、同様の手法で n = 11 や 13 の場合について研究してみようと思う者はいなくなり、個別研究の時代は終わる。

### クンマーの理想数
コーシーとラメが争っていたのと同じ頃、エルンスト・クンマーが自ら打ち立てた理想数の理論（後にリヒャルト・デーデキントがイデアルの理論として発展させる）を導入する。これにより、多くの素数において一意的な因数分解が可能となり、n が正則素数である（もしくは正則素数で割り切れる）全ての場合については証明がなされた。虚数レベルでの一意的な因数分解が不可能な非正則素数も無限に存在するが、クンマーは 100 以下の非正則素数（37, 59, 67 の 3 個しかない）についてはそれぞれ個別に研究して解決した。その結果、100 までの全ての奇素数 n について（当然 100 以下の奇素数を約数に持つ全ての n についても）フェルマー予想が成り立つことが証明され、それまでの個別研究からこの問題は大きく飛躍した。
1857年、フランス科学アカデミーは、1816年に続き1850年に設けたまま受賞者の出なかった「フェルマー予想の証明者」のための懸賞金（金メダルと3000フラン）を（最終的解決でないことを承知の上で）クンマーに与えた。1874年、クンマーは 101 から 163 までの指数について計算を実行し、新たに 101, 103, 131, 149, 157 の 5 個が非正則素数であることを示した。
その後、クンマーの理想数を発展させた代数的整数論による判定法をコンピューターで計算させることにより、1994年の初めには
第一の場合
奇素数 p < 8.8×1020
第二の場合
奇素数 p < 4000000
の場合にフェルマー予想が成り立つことが証明された。

## 近代的アプローチへ

### モジュラー形式
アンリ・ポアンカレは上半平面上の関数についての研究から、モジュラー形式を案出する。

### モーデル予想
ゲルト・ファルティングスによるモーデル予想の解決（1983年）により、3以上のnに対するフェルマー方程式 xn + yn = zn が整数解をもつならば（つまりフェルマー予想が誤りならば）その解の個数は本質的に（自明な場合を除いて）有限個しかないことが証明される。この「有限個」が「実は 0 個」であることが示されればフェルマー予想は証明できたことになるが、この方向からの絞り込みには行き詰まりが指摘されていた。ともあれ、この時点でフェルマー予想が「ほとんど全ての場合について正しい（各nに対して非自明な解は高々有限個である）」ことが判明したと言うことはできた。

### モジュラー予想（谷山-志村予想）
1955年9月、日光で開催された整数論に関する国際会議で、谷山豊が提出した幾つかの「問題」を原型とする数学の予想が谷山–志村予想である。そこでは楕円曲線とモジュラー形式の間の深い関係が示唆されており、後に志村五郎によって定式化された。「すべての楕円曲線はモジュラーである」という、発表当時は注目を引かなかったこの谷山–志村予想が、のちにフェルマー予想の証明に大きな役割を果たすこととなる。
実はこの前年の1954年、ある保型形式に関するラマヌジャン予想の一部をマルティン・アイヒラーが証明していた。そこでは「解析的ゼータ＝代数的ゼータ」が示されており、谷山–志村予想の最初の実例と呼べるものだった。
このラマヌジャン予想→モジュラー予想→ラングランズ予想→超ラングランズ予想という一連の流れ（ゼータの統一）は数論の中心的テーマの一つとなっている。

### フライ・セール予想
1984年にゲルハルト・フライはフェルマーの最終定理に対する反例 an + bn = cn からはモジュラーでない楕円曲線（フライ曲線）：
y2 = x(x − an)(x + bn)
が得られ、これはモジュラー予想に対する反例を与えることになるというアイディアを提示。ジャン＝ピエール・セールによって定式化されたこの予想はフライ・セールのイプシロン予想と呼ばれ、1986年にケン・リベットによって証明された。
これらの経過は以下のように整理することができる。
1. まず、フェルマー予想が偽である（フェルマー方程式が自然数解をもつ）と仮定する。
2. この自然数解からは、モジュラーでない楕円曲線を作ることができる。
3. しかし、モジュラー予想が正しいならば、モジュラーでない楕円曲線は存在しない。
4. 矛盾が導かれたので、当初の仮定が誤っていることとなる。
5. したがって、フェルマー予想は真である。（背理法）

つまり、モジュラー予想が証明されたならば、それはフェルマーの最終定理が証明されたことをも意味するのである(=完全証明への道がつながった)。
しかし、当時の数学者たちのほとんどが「モジュラー予想は証明不可能」と考えており、ここまでアプローチできてもフェルマー予想を解決しようと取り組む数学者は皆無に等しかった。
つまりケン・リベットによるイプシロン予想の解決は、多くの数学者にとっては『証明不可能なフェルマーの最終定理』が『証明不可能なモジュラー予想』に置き換わったにすぎなかったのである。

## 最終的解決

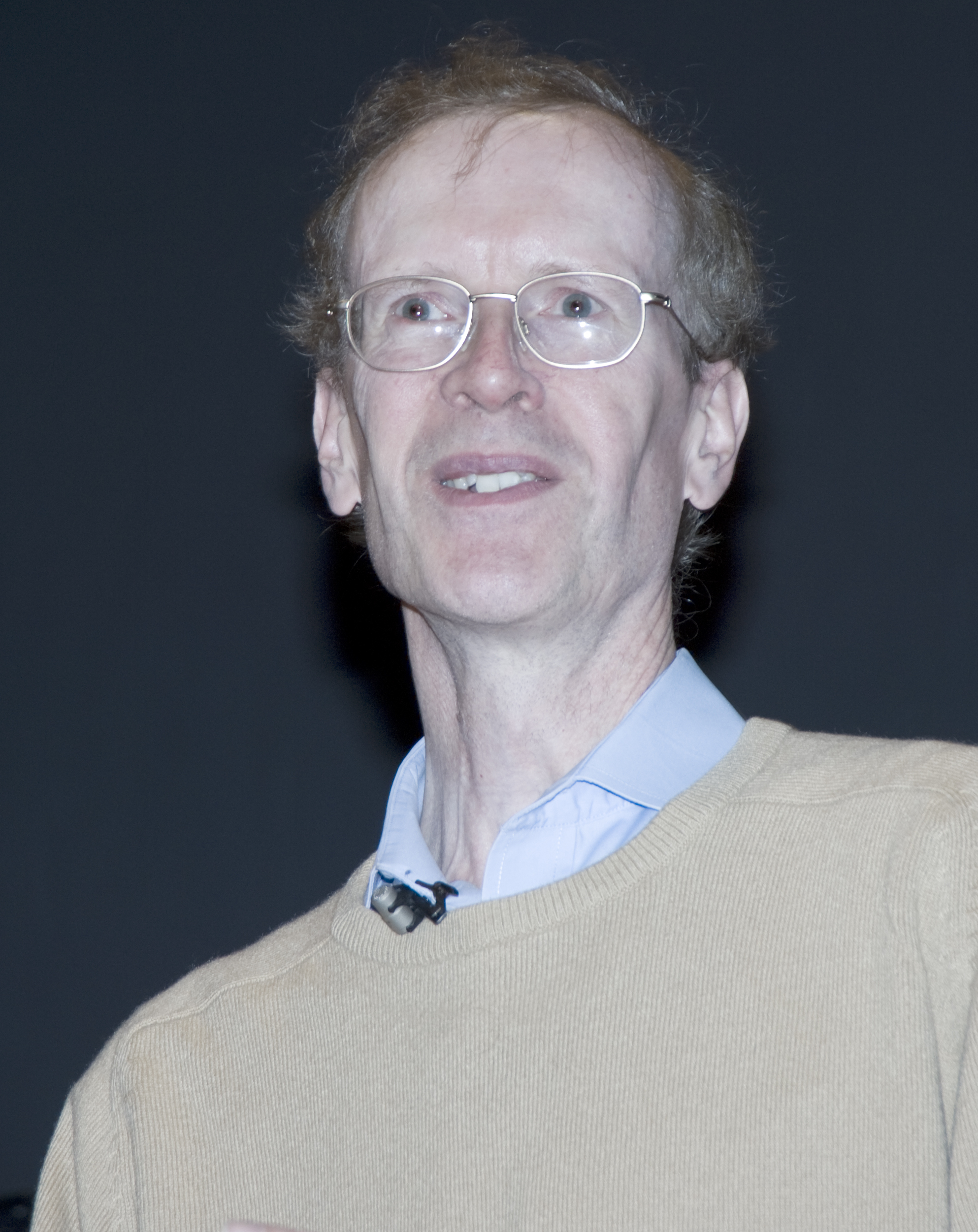
アンドリュー・ワイルズ

プリンストン大学にいたイギリス生まれの数学者アンドリュー・ワイルズは岩澤主予想 (Iwasawa main conjecture) を解決するなどして、元々数論の研究者として有名な人物であった。彼は10歳の時に触れたフェルマー予想に憧れて数学者となったが、数学者となってからは自身の生活も危惧して子供時代の夢は封印し、フェルマー予想のような孤立した骨董品ではなく主流数学の研究に勤しんでいた。ところが1986年、ケン・リベットがフライ・セール予想を解決したことにより、フェルマー予想に挑むことは、主流数学の一大予想に挑むことと同義になってしまった。かつての憧れだったものが、今や骨董品どころか解かずには済まされない中心課題の一つになったのである。ワイルズはこのことに強い衝撃を受け発奮、正にフェルマー予想の解決を目的として、他の研究を全て止めて谷山–志村予想に取り組むこととなった。ただしこの際、彼は人々の耳目を集め過ぎることを懸念して、表面的には未発表の研究成果を小出しにすることで偽装し、谷山–志村予想の研究を秘密裏に行うこととした。
ワイルズは、代数幾何学（特に楕円曲線と群スキーム）や数論（モジュラー形式やガロア表現、ヘッケ環、岩澤理論）の高度な道具立てを用いて証明を試みたが、類数公式の導出に当たり岩澤理論を用いる方向では行き詰まってしまった。そこでコリヴァギン＝フラッハ法（ヴィクター・コリヴァギンとマティアス・フラッハの方法）に基づくよう方針転換し、最後のレビュー段階で自分のコリヴァギン＝フラッハ法の運用に誤りがないか確認を依頼するためプリンストンの同僚ニック・カッツに「谷山-志村が証明できそうだ」と打ち明け、助けを得るまで、細部に至るまでの証明を完璧な秘密のうちにほぼすべて独力で成し遂げた（ここまでで7年が経過していた）。彼がケンブリッジ大学で1993年の6月21日から23日にかけて3つの講義からなるコースで証明を発表したとき、聴衆は証明に使われた数々の発想と構成に驚愕した。
ただし、その後の査読において、ワイルズの証明には1箇所致命的な誤りがあることが判明した。この修正は難航したが、ワイルズは彼の教え子リチャード・テイラーの助けを借りつつ、約1年後の1994年9月、障害を回避することに成功した。ワイルズはその瞬間を「研究を始めて以来、最も大事な一瞬」と語っている。1994年10月に新しい証明を発表。1995年のAnnals of Mathematics誌において出版し、その証明は、1995年2月13日に誤りがないことが確認され、360年に亘る歴史に決着を付けた。

### 証明した論文
- Andrew Wiles (May 1995). “Modular elliptic curves and Fermat's Last Theorem（モジュラー楕円曲線とフェルマーの最終定理）” (PDF). Annals of Mathematics 141 (3):  443-551.
- Richard Taylor and Andrew Wiles (May 1995). “Ring-theoretic properties of certain Hecke algebras（ある種のヘッケ代数の環論的性質）” (PDF). Annals of Mathematics 141 (3):  553-572.

## エピソード
- 現在も未解決の問題の大多数は、問題自体が難解な用語を用いなければ表現できないものであるのに対し、本定理の言わんとするところは中学生程度の知識さえあれば理解できるため、数多くのアマチュア数学ファンがこれを解決しようと熱中し、数学を志す者も輩出された。最終的に解決に導いたワイルズ自身もそうした者の一人であった。
- フェルマーはこの定理の証明に関して「真に驚くべき証明を見つけた」と記述を残している。しかし、現在知られている証明は、分野ごとの壁が厚くなったことで、半ば独自に進化と発展を遂げた各数学分野の最新理論を巧妙に組み合わせ、駆使することで構成されている。いかに「数論の父」と呼ばれるフェルマーであっても、400年前に独自にこの証明を成し遂げたとは考え難いため、フェルマーが n = 4 の場合に用いた無限降下法による証明が全ての自然数に対して適用可能であるとの勘違いによるものとも考えられる。また、小山信也は科学雑誌「Newton」中でこう語っている。

「その後フェルマーは，n = 3の場合を研究した形跡があります。完全な証明を得たのなら，個別のn について研究する必要がありません。完全な証明を見つけたというのは間違いだったと，フェルマー自身も気づいていたのではないでしょうか」。
- 最終的な証明で重要な役割を果たした谷山–志村予想に関して、ワイルズとテイラーが証明したのは「半安定」と呼ばれる特殊な場合であり、一般的な場合に関しては証明を与えることはできなかったが、フェルマーの最終定理（の反例）からくるであろう反例の可能性を排除するにはこれで十分だった。ちなみに、後に谷山–志村予想に完全な証明を与えたのはワイルズの弟子であるブライアン・コンラッドとフレッド・ダイアモンドらであり、今では数論の1つの到達点とされて「モジュラー性定理」とよばれることもある。
- 1988年に当時西ドイツのマックス・プランク数学研究所にいた、宮岡洋一が証明できそうだというニュースが報道された。ただし実際には不備があり、完全な証明には至らなかった。
- 1908年、ドイツの富豪パウル・ヴォルフスケールは2007年9月13日までの期限付きでフェルマー予想の証明者に対して10万金マルクの懸賞金を設けた (Wolfskehl-Preis)。当然のことながらワイルズが受賞し、その賞金は約500万円程度であるが、第一次世界大戦後のハイパーインフレーションがなければ、十数億円であったといわれる。授賞式は1997年6月、ゲッティンゲン大学の大ホールにて、500人の数学者が列席する中、執り行われた。
- 解決以前に書かれたSFなどの文芸作品における「未来」において、未解決の問題として言及されていることがしばしばある[25]など、解決以前は「未解決問題」の代表的な存在であった。
- 解決以前において、サイコップのメンバーだったカール・セーガンは、「人類より高度な文明を持つ知的生命体と意思のみで交信できる」というチャネラーに対し、その知的生命体への質問として「フェルマーの最終定理」の解法を訊いてみるが、ことごとく無視された[注釈 7]。
- 2020年11月、望月新一らのグループがプレプリントを発表し、望月が提唱する宇宙際タイヒミュラー理論の応用により、フェルマーの最終定理の別証明を与えたと主張している[26]（ABC定理を利用すれば、フェルマーの最終定理の証明は数行でできてしまう）。

## フィクション

### 偽の反例
1998年のアニメ『ザ・シンプソンズ』シーズン10第2話「発明は反省のパパ」にて、ホーマー・シンプソンが次の反例であるように見える等式を書く場面がある;
（注：もちろんこれは指数nが4の倍数である時点で、フェルマー自身が証明したように解ではありえない）。
{\displaystyle 3987^{12}+4365^{12}=4472^{12}}(a=3987,b=4365,c=4472,n=12)
しかし、この等式は偽であり、厳密に計算すると以下のようになる。
- 398712 = 16134474609751291283496491970515151715346481
- 436512 = 47842181739947321332739738982639336181640625
- 398712 + 436512 = 63976656349698612616236230953154487896987106    （約6.4×1043）

一方、
- 447212 = 63976656348486725806862358322168575784124416　　（約6.4×1043）

最初の10桁までが同じ数字列である。その差は、
- 398712 + 436512 - 447212 = 1211886809373872630985912112862690

これは約1.212×1033ほどの差である。
また、
- (398712 +  436512)1/12 = 4472.000000007059290738213529241449409・・・
- 4472.000000007059290738213529241449409/ 4472 = 1.000000000001578553

これは1.58×10-12ほどの差である。